# Kim Hyun-soo
Đây là một tên người Triều Tiên, họ là Kim.
Kim Hyun-soo (tiếng Hàn: 김현수; sinh ngày 23 tháng 6 năm 2000) là nữ diễn viên người Hàn Quốc. Cô thường đóng vai khi trẻ của nữ nhân vật chính trong các bộ phim truyền hình như Mặt nạ anh hùng và Vì sao đưa anh tới, trước khi nhận vai chính đầu tiên trong Solomon's Perjury. Vai diễn đáng chú ý nhất trên màn ảnh của Hyun-soo cho đến nay là Bae Ro-na trong Cuộc chiến thượng lưu (2020–21).

## Tiểu sử

### Giáo dục
- Trường tiểu học Unsan (운산초등학교) – Tốt nghiệp
- Trường trung học cơ sở Uncheon (운천중학교) – Tốt nghiệp
- Trường trung học Uncheon (운천고등학교) – Chuyển trường
- Trường trung học Pungdeok (풍덕고등학교) – Tốt nghiệp
- Đại học Chung-Ang, Khoa Nghệ thuật Biểu diễn, Chuyên ngành Sân khấu – Sinh viên

## Danh sách phim

### Phim
| Năm  | Nhan đề                             | Vai diễn          | Ghi chú   | Ng.         |
| ---- | ----------------------------------- | ----------------- | --------- | ----------- |
| 2016 | Kế hoạch thoát ế                    | Kim Dan-ji        | Vai chính | [ 2 ]       |
| 2018 | Và em sẽ đến                        | Im Soo-ah khi trẻ | Vai phụ   | [ 3 ] [ 4 ] |
| 2020 | The Swordsman                       | Tae-ok            | Vai chính |             |
| 2021 | Whispering Corridors 6: The Humming | Kim Ha-young      | Vai chính | [ 5 ] [ 6 ] |

### Phim truyền hình
| Năm     | Nhan đề                           | Kênh | Vai diễn             | Ghi chú            | Ng.   |
| ------- | --------------------------------- | ---- | -------------------- | ------------------ | ----- |
| 2016–17 | Solomon's Perjury                 | JTBC | Go Seo-yeon          | Vai chính          | [ 7 ] |
| 2018    | Mother                            | tvN  | Kang Soo-jin khi trẻ | Cameo              |       |
| 2019    | Goo Hae Ryung – Nhà sử học tập sự | MBC  | So Young-hwa         | Cameo              | [ 8 ] |
| 2020–21 | Cuộc chiến thượng lưu             | SBS  | Bae Ro-na            | Vai phụ (phần 1-3) | [ 9 ] |

## Giải thưởng và đề cử
| Năm  | Lễ trao giải                                                           | Hạng mục                                             | (Những) Người / Tác phẩm được đề cử | Kết quả   | Ng.    |
| ---- | ---------------------------------------------------------------------- | ---------------------------------------------------- | ----------------------------------- | --------- | ------ |
| 2012 | Giải thưởng điện ảnh Daejong                                           | Nữ diễn viên phụ xuất sắc nhất                       | Sự im lặng                          | Đề cử     | [ 10 ] |
| 2014 | APAN Star Awards                                                       | Nữ diễn viên trẻ xuất sắc nhất                       | Vì sao đưa anh tới                  | Đoạt giải | [ 11 ] |
| 2019 | Giải thưởng phim truyền hình SBS (SBS Drama Awards)                    | Nữ diễn viên trẻ xuất sắc nhất                       | Cuộc chiến thượng lưu               | Đoạt giải | [ 12 ] |
| 2021 | Giải thưởng Nghệ thuật Baeksang lần thứ 57 (57th Baeksang Arts Awards) | Nữ diễn viên mới xuất sắc nhất (truyền hình)         | Cuộc chiến thượng lưu               | Đề cử     | [ 13 ] |
| 2021 | Giải thưởng Thương hiệu của năm (Brand of the Year Awards)             | Nữ diễn viên ngôi sao đang lên (Rising Star Actress) | Kim Hyun-soo                        | Đề cử     |        |